# The Skylarks
The Skylarks fue un grupo vocal estadounidense de jazz y música pop del siglo XX.

## Historia
El grupo fue formado en 1942 durante la Segunda Guerra Mundial, por cuatro militares que servían en la Zona del Canal de Panamá: Bob Sprague (primer tenor), Harry Gedicke (segundo tenor), Harry Shuman (barítono) y el arreglista y cantante principal  George Becker. Bajo el nombre The Velvetones recorrieron bases en Panamá y aparecieron en un programa semanal en Armed Forces Radio Network.
Tras la guerra el grupo se estableció a Detroit y agregó una cantante principal, la animada y carismática Gilda Maiken. El grupo apareció en la radio nacional y Woody Herman los contrató para que aparecieran con su banda. Al unirse a Herman, cambiaron su nombre a Blue Moods. Grabaron "Stars Fell on Alabama" y realizaron una gira con Herman, pero la banda de Herman se separó en 1947, después de lo cual grabaron dos canciones con Bing Crosby, quien cambió su nombre a The Skylarks. En 1948 se unieron y grabaron con la orquesta de Jimmy Dorsey, pero la banda de Dorsey pronto se separó, después de lo cual Harry James los contrató. En 1949 The Skylarks grabaron con Russ Morgan y tuvieron éxitos número uno con sencillos como "Cruisin' Down the River" y "Forever and Ever".
En ese momento, The Skylarks habían agregado una segunda cantante femenina y formación estaba compuesta por George Becker, Gilda Maiken, Chick Gale, Joe Pryor y Gladys Vesely. En la década de 1950, la formación estaba formada por Becker, Maiken, Joe Hamilton, Earl Brown y la cantante Jackie Gershwin (luego reemplazada por Carol Lombard), Donna Manners y Peggy Clark también pasaron algún tiempo en el grupo. Actuaron como teloneros para artistas como Dinah Shore, Eddie Fisher, Danny Kaye, Jerry Lewis, Betty Hutton, Dean Martin y Frank Sinatra. Por su cuenta tuvieron un hit número 28 en 1953 con "I Had the Craziest Dream" de la película Springtime in the Rockies (1942) protagonizada por Betty Grable.
The Skylarks realizaron una gira con Dinah Shore y Martin y Lewis y aparecieron en programas de variedades de televisión en las décadas de 1950, 1960 y 1970 como The Danny Kaye Show, The Dinah Shore Show (donde eran artistas habituales, 1956–1957), The El show de George Burns y Gracie Allen,  El show de Carol Burnett, The Sonny & Cher Comedy Hour.  Su álbum de 1957 Ridin 'On The Moon fue descrito por el musicólogo Todd Decker como "una obra maestra olvidada del jazz". Decker describió "Ol' Man River", lanzado como sencillo, como "una especie de ensamblaje cubista de elementos familiares hechos deliciosamente extraños. El puente angular de Kern recibe una remodelación cromática espectacular".
En 1979 celebraron un concierto de despedida en el Hollywood Palladium. En 2000 fueron incluidos en el Salón de la Fama de los Grupos Vocales.

## Discografía
Álbumes
- Ridin' On The Moon (1957, Verve MG V 2077)[1]